# 三菱電機冷熱システム製作所
座標: 北緯34度12分53秒 東経135度10分56秒 / 北緯34.214726度 東経135.182358度
三菱電機冷熱システム製作所（みつびしでんきれいねつシステムせいさくしょ）は、和歌山県和歌山市内（和歌山平野）を流れる紀ノ川の支流和歌川沿いにある三菱電機の製作所・工場である。

## 概要
- 敷地 - 88,400m2
- 従業員数 - 788名
- 主な生産 - 業務用除湿機、小型冷凍機、パッケージエアコン、コンプレッサー、鉄道車両用空調機器
- 三菱電機グループ内通称[注釈 1]は冷電（れいでん）
  - 以前は工場の名称が「和歌山製作所」であったため、和電（わでん）と呼ばれていた。
- 「技術棟」2016年3月竣工

## 沿革
- 1940年6月 - 三菱電機和歌山工場として操業開始

## 住所
- 和歌山県和歌山市手平6-5-66

## アクセス
- JRきのくに線宮前駅